# Luís Pedro
Luís Pedro, né le 27 avril 1990 à Luanda, est un footballeur angolais de nationalité néerlandaise. Il est actuellement sous contrat au MVV Maastricht.

## Biographie
Luís Pedro est né à Luanda, la plus grande ville et capitale de l'Angola. Il est le fils d'un père portugais et d'une mère angolaise. Pedro a joué pendant sa jeunesse pour le MVV Maastricht, mais il a été rapidement découvert par Feyenoord.
Au cours de la préparation de la saison 2008-2009, l'entraîneur Gertjan Verbeek recrute l'attaquant dans sa sélection. Le 13 novembre 2008, Il fait ses débuts en tant que remplaçant face à HHC Hardenberg et inscrira un doublé, une première avec Feyenoord. Quelques jours plus tard, il fait ses débuts le 16 novembre dans l'Eredivisie contre le FC Twente.
Pour la saison 2009-2010, il est prêté au club de l'Excelsior Rotterdam.
Il joue pour l'équipe de Go Ahead Eagles au cours de la saison 2010-2011.

## Palmarès
- ASA Târgu Mureș
  - Supercoupe de Roumanie
    - Vainqueur : 2015